# Hoplodrina sericea
Hoplodrina sericea là một loài bướm đêm trong họ Noctuidae.